# 李怀远
李怀远（7世纪？—706年），字广德，邢州柏仁县（今河北省邢台市隆尧县）人，出自赵郡李氏西祖，唐中宗时丞相，著有文集八卷，《两唐书志》传于世。
少孤而贫，好学善属文。有宗人欲以高廕相假者，怀远竟拒之，退而叹曰：“因人之势，高士不为；假廕求官，岂吾本志？”未几，应四科举擢第，累除司礼少卿。出为邢州刺史，以其本乡，固辞不就，改授冀州刺史。俄历扬、益等州大都督府长史，未行，又授同州刺史。在职以清简称。入为太子左庶子，兼太子宾客，历迁右散骑常侍、春官侍郎。
大足年（701年），迁鸾台侍郎，寻同凤阁鸾台平章事。岁余，加银青光禄大夫，拜秋官尚书，兼检校太子左庶子，赐爵平乡县男。长安四年（704年），以老辞职，听解秋官尚书，正除太子左庶子，寻授太子宾客。神龙初，除左散骑常侍、兵部尚书、同中书门下三品，加金紫光禄大夫，进封赵郡公，特赐实封三百户。俄以疾请致仕，许之。中宗将幸京师，又令以本官知东都留守。
虽久居荣位，而弥尚简率，园林宅室，无所改作。常乘款段马，左仆射豆卢钦望谓曰：“公荣贵如此，何不买骏马乘之？”答曰：“此马幸免惊蹶，无假别求。”闻者莫不叹美。神龙二年八月卒，唐中宗特赐锦被以充敛，辍朝一日，亲为文以祭之，赠侍中，谥曰成。

## 子孙
- 禮部侍郎李景伯
  - 吏部侍郎李彭年
    - 给事中李收
    - 李孚

  - 右司郎中李乔年
  - 李龜年
  - 李鵬年
  - 李鶴年

## 诗作
凝碧池侍宴看竞渡应制
上苑清銮路，高居重豫游。前对芙蓉沼，傍临杜若洲。
地如玄扈望，波似洞庭秋。列筵飞翠斝，分曹戏鹢舟。
湍高棹影没，岸近榜歌遒。舞曲依鸾殿，箫声下凤楼。
忽闻天上乐，疑逐海查流